# مقاطعة خرم أباد
مقاطعة خرم أباد (بالفارسية: شهرستان خرم‌آباد) هي إحدى مقاطعات محافظة لرستان في إيران. كان عدد سكان المقاطعة سنة 2006 حوالي 465,105 نسمة.

## التاريخ
بعد التعداد الوطني لعام 2006، انفصلت منطقتا تشيجيني وويسيان عن المقاطعة لتشكيل مقاطعة دووره.

## سكان
في تعداد عام ٢٠٠٦، بلغ عدد سكان المقاطعة ٥٠٩,٢٥١ نسمة موزعين على ١١٣,٨٨٦ أسرة. وفي التعداد التالي عام ٢٠١١، بلغ عدد السكان ٤٨٧,١٦٧ نسمة موزعين على ١٢٨,٦٠٠ أسرة. أما في تعداد عام ٢٠١٦، فقد بلغ عدد سكان المقاطعة ٥٠٦,٤٧١ نسمة موزعين على ١٤٤,٩٥٨ أسرة.

## المعالم التاريخية
في الموقع الحالي لخرم آباد، كانت توجد مدينة تُسمى خيدلو من العصر العيلامي، ثم بُنيت مدينة شابورخاست على أنقاضها وحول الموقع الحالي للمدينة بأمر من شابور الأول ملك الإمبراطورية الساسانية.
تزخر مدينة خرم آباد بالعديد من المعالم السياحية التاريخية والطبيعية، بما في ذلك قلعة فلك الأفلاك، ومئذنة من الطوب، وجسر مكسور، ودوامة حجرية، ونقش، وضريح بابا طاهر، وبحيرة كيو.